# The Orlons
The Orlons son un grupo estadounidense de R&B formado en 1960 en la ciudad de Filadelfia. Alcanzaron la fama con su primer éxito nacional, "The Wah-Watusi", que llegaron al número 2 en la lista pop estadounidense Hot 100 de Billboard. [1] y que desencadenó la breve locura por el baile Watusi.

## Historia
El grupo se formó a finales de los años 50s como un quinteto de chicas, todas estudiantes de la misma escuela superior, bajo el nombre de Audrey and the Teenettes. En un primer momento estaba compuesto por Rosseta Hightower, Marlena Davis y las hermanas Jean, Audrey y Shirley Brickley. Sin embargo, debido a su juventud, dos de las hermanas Brickley, Jean y Audrey, debieron abandonar la formación al no contar con la autorización materna para actuar en determinadas salas de fiestas. En la escuela, el trío de chicas conoció a Stephen Caldwell, un compañero de estudios que ejercía de vocalista principal en una banda llamada The Romeos. Impresionadas por el talento del chico, en 1960 le invitaron a unirse a ellas, adoptando el nombre de The Orlons.
Len Barry, un amigo de la escuela, cantante del grupo The Dovells, les propuso que hicieran una audición para el sello Cameo-Parkway Records. La audición tuvo lugar en 1961, y aunque en un principio la discográfica los rechazó, tras varios intentos más consiguieron firmar un contrato. El ejecutivo del sello, Dave Appell propuso que Hightower asumiera el liderazgo vocal y comenzó a escribir canciones para el grupo. 
En 1962, el grupo hizo los coros para los sencillos de Dee Dee Sharp, "Mashed Potato Time" y "Gravy (For My Mashed Potatoes)". Posteriormente alcanzaría la fama a nivel nacional gracias al tema "The Wah-Watusi", que llegaría al número 2 de las listas de éxitos y pondría brevemente de moda el baile del Watusi. The Orlons grabaron su propia versión del tema para su álbum debut, The Wah-Watusi, que también incluyó el sencillo "Don't Hang Up", con el que alcanzaron el puesto número 4 de las listas de éxitos pop de Estados Unidos. En 1963 volvieron a repetir éxito con tres sencillos: "South Street", que llegó al número 3 de la lista Billboard, "Not Me", que alcanzó el puesto 12, y "Crossfire", el último éxito de la banda, que llegó al 19. También grabaron una versión del tema de Bobby Rydell, "The Cha-Cha-Cha", que incluye una variación del verso original que cambian por "When you see the Wah-Watusi, you go a-ha-ha-ha", haciendo así un guiño a su primer sencillo de éxito.
Davis dejó el grupo en agosto de 1963 y Caldwell en 1964. Davis fue reemplazada por Sandy Person. También se unió a la formación Audrey Brickley, la hermana menor de Shirley, miembro original de las Teenette. Para entonces, la popularidad del grupo había disminuido en Estados Unidos. 
The Orlons continuaron realizando actuaciones durante los siguientes años, con bastante éxito en el Reino Unido. El grupo se separó en 1968, cuando Hightower decidió quedarse en Inglarerra tras finalizar una gira por Gran Bretaña. Hightower comenzó una exitosa carrera como solista así como cantante de sesión, haciendo coros para Joe Cocker, John Holt y otros artistas. Davis se casó y encontró trabajo como secretaria. Caldwell se convirtió en administrador del sindicato de conductores de autobuses, luego en administrador del fondo legal del sindicato en Filadelfia y sirvió en la Junta del Distrito escolar de Filadelfia durante 29 años. En 1988, Caldwell y Davis refundaron el grupo con dos nuevos miembros y estuvieron realizando actuaciones hasta el fallecimiento de Davis en 1993.

## Fallecimientos
El 13 de octubre de 1977, Shirley Brickley murió asesinada en su casa de Filadelfia. Marlena Davis falleció de cáncer de pulmón en febrero de 1993 a los 48 años de edad. Audrey Brickley falleció debido una insuficiencia respiratoria el 3 de julio de 2005. Caldwell y Jean Brickley continuaron actuando bajo el nombre de The Orlons junto con dos primas de Caldwell, Alberta Crump y Madeline Morris.
Rosetta Hightower Green falleció en Clapham, Londres, en agosto de 2014 a los 70 años de edad.

## Discografía

### Álbumes
- 1962: The Wah-Watusi—Cameo C-1020 (U.S. Billboard No. 80)
- 1963: All the Hits by The Orlons—Cameo C-1033
- 1963: South Street—Cameo C-1041 (U.S. Billboard No. 123)
- 1963: Not Me—Cameo C-1054
- 1963: Down Memory Lane—Cameo C-1073

### Recopilatorios
- 1963: Biggest Hits—Cameo C-1061
- 1963: Golden Hits—Cameo C-1067
- 2005: The Best of The Orlons ("Cameo Parkway 1961–1966")